# Јосиф Капилери
 Јосиф Капилери (Kappileri) путујући фотограф-дагеротипист, први чије је деловање забележено у Србији, у XIX веку. Огласом у Србским новинама (1844), оглашава своје деловање ("три пута заредом") и јавља „почитаеуму публикуму да... обитава у кавани Дунавовића, до Варош капије... и (да) има машину за дагеротипирање – малање – лица која врло добро и са најбољим изгледом излазе. Малање ово бива за 20 до 40 секунада“.

## Проучавања и представљање
Будући да ниједно Капилеријево дагеротипско дело није сачувано, о њему се сведочи само на основу сачуваних новинских огласа. То су извори на које се позивају и писци свих до сада објављених а релевантних прегледа историје српске фотографије 19. века.

## Занимљивост
Необично је да је име Капилерија из заборава извукао комедиограф Бранислав Нушић, 1935, уз тврдњу да је К. „први у Београду имао фотографску радњу“. Иако тај податак није сасвим тачан (први је „имао радњу“ фотограф Гантенбајн, а Капилери је само први пролазни, путујући фотограф-дагеротипист) Нушић се тако сврстао међу најраније историчаре српске фотографије.